# Pizzo Cefalone
Der Pizzo Cefalone ist ein 2533 m s.l.m. hoher Berg des Gran Sasso d’Italia, einer Gebirgsgruppe des Apennin in Italien.
Über seinen von Süden steil ansteigenden Grashängen erhebt sich der Gipfelaufbau aus Kalkstein in eine Höhe von 2533 m. Der Pizzo Cefalone liegt auf dem Wanderweg Nr. 1 des Gran Sasso d’Italia, der entlang des südlichen Höhenzuges vom Campo Imperatore zum See Lago della Provvidenza führt. Zwischen Monte Portella und dem Pizzo Cefalone liegt die Passhöhe „La Portella“ (2260 m), über die man von Assergi aus den Talkessel des „Campo Pericoli“ erreicht. Nordwestlich des Pizzo Cefalone erhebt sich der Monte Corvo, im Norden der Pizzo d’Intermesoli, nordöstlich befinden sich der Corno Grande und der Corno Piccolo.